# 和泉美奈子
和泉 美奈子（いずみ みなこ、Izumi Minako）は、テキスタイル作家。
東京都世田谷区に生まれる。1985年玉川大学芸術学部卒業。1989年にイタリアに渡り、フィレンツェ在住のグラツィエラ・グイドッティに師事し、インダストリアル・テキスタイル・デザイン、美術的表現の応用などを修める。
イタリアのカッラーラと栃木県那須の2ヶ所にアトリエを構えて制作し、日本を中心に、イタリア、フランスなど各国で展覧会を開催する。学習院生涯学習センター講師。夫は、彫刻家のSo Izumi。